# Monika Barth
Monika Barth (* 1945 in Osterburg/Altmark) ist eine deutsche Schauspielerin und Fotografin.

## Leben

### Ausbildung und Theater
Monika Barth wuchs in Bremen auf. 1962/63 verbrachte sie während ihrer Schulzeit ein AFS-Austauschjahr in Atherton/Palo Alto in Kalifornien. Nach dem Abitur begann sie zunächst ein Studium der Theaterwissenschaft, Kunstgeschichte und Philosophie an der Freien Universität Berlin, das sie jedoch abbrach, um Schauspielerin zu werden.
Ihre Schauspielausbildung absolvierte sie von 1964 bis 1967 an der Schauspielschule Tamara Stiebner in Berlin. Sie hatte mehrere Festengagements am Theater, so bei der Tribüne Berlin (1966–1967), an der Landesbühne Rheinland-Pfalz (1967–1968), am Stadttheater Aachen (1968–1969), am Staatstheater Wiesbaden (1969–1973), am Staatstheater Stuttgart (1973–1975) und an den Wuppertaler Bühnen (1975–1976). Unter anderem gehörten Karl-Heinz Stroux und Oscar Fritz Schuh zu ihren Regisseuren am Theater.
Ab 1977 arbeitete sie als freie Schauspielerin mit Gastengagements und Stückverträgen zunächst am Schauspielhaus Bochum (1977) und an der Freien Volksbühne Berlin (1978). 1979 gastierte sie am Düsseldorfer Schauspielhaus als Dorine in Tartuffe (Regie: Volker Hesse). 1981 spielte sie die Frau Christine Linde in Nora am Theater Bremen in einer Inszenierung von Arno Wüstenhöfer.
Ab Ende der 1980er Jahre trat Barth schwerpunktmäßig an Hamburger Bühnen (Theater im Zimmer, Thalia Theater, später auch am Altonaer Theater) und bei freien Theatergruppen und Theaterprojekten auf.
1994 spielte sie am Berliner Schloßparktheater die Königin Elisabeth in Richard III. unter der Regie von Heribert Sasse. 1998 gastierte sie als Annie in dem Thriller Misery am Stadttheater Lüneburg.
2003 verkörperte sie bei den Bad Hersfelder Festspielen die Kurfürstin in Der Prinz von Homburg (Regie: Holger Berg). 2008 war sie am Theater der Altmark in Stendal die Frau Marthe Rull in Der zerbrochne Krug (Regie: Martin Kreidt). 2009 gastierte bei den Schlossfestspielen Ettlingen. Im Juli 2013 gastierte sie, alternierend mit Dagmar Biener, am Schlossparktheater Berlin in der Rolle der Harriet Plimshead, eine Freundin der lieben, netten Mrs. Wilberforth, in Ladykillers (von Elke Körver und Maria Caleita, nach dem Drehbuch von William Rose).
Monika Barth war an zahlreichen weiteren Bühnen in Deutschland und Österreich engagiert, so am Schauspielhaus Graz und an den Bühnen der Stadt Köln und gastierte auch bei den Salzburger Festspielen. Sie unternahm Tourneen durch Österreich und die Schweiz. Seit 2015 gehört sie außerdem zum Ensemble der Württembergischen Landesbühne Esslingen.

### Film, Fernsehen und Synchron
Monika Barth wirkte in über 40 Kino- und TV-Produktionen mit, wo sie meist als prägnante Nebendarstellerin eingesetzt wurde. Häufig wirkte sie Fernsehserien mit, die vom Norddeutschen Rundfunk produziert oder in Hamburg gedreht wurden. Sie spielte u. a. unter der Regie von Uwe Frießner, Christian Görlitz, Verena S. Freytag, André Erkau, Angelina Maccarone, Till Franzen, Susanna Salonen und Andreas Kleinert. Zu ihren Partnern gehörten bekannte Kino- und Fernsehschauspieler wie Jürgen Vogel, Marek Erhardt, Beatrice Richter, Wotan Wilke Möhring und Matthias Koeberlin.
Im Tatort: Erntedank e. V. (Erstausstrahlung: März 2008) verkörperte sie, an der Seite von Maria Furtwängler (als Kommissarin Charlotte Lindholm), die Kleingärtnerin und Laubenbesitzerin Frau Schröder. Im Kieler Tatort: Borowski und das Glück der Anderen (Erstausstrahlung: März 2019) war sie die „Lotto-Erna“.
Sie hatte außerdem Gastauftritte u. a. in den Fernsehserien Da kommt Kalle (2009, als Schulsekretärin Buschmann), SOKO Wismar (2010, als Mitglied einer „Rentner-Gang“), Großstadtrevier (2016, als Hausbesitzerin Margit Wohllebe) und Morden im Norden (2018, als Seniorin Elli Wenzel, die Opfer eines Gewaltverbrechens wird, nachdem sie eine gefangengehaltene junge Frau entdeckt hat).
Seit 2021 tritt Barth als "Frau Monzen" in unregelmäßigen Abständen in der ARD-Fernsehserie Nord bei Nordwest auf.
Monika Barth war auch mehrfach als Werbedarstellerin tätig. Sie wirkte u. a. in Werbespots und Markenfilmen von Dr. Oetker, der Deutschen Bank und der REWE Group mit. Sie war als Hörspielsprecherin tätig und las Hörbücher ein.
Als Synchronsprecherin lieh sie Myrna Loy, Marilyn Monroe (in mehreren altersbedingten Neu-Synchronisierungen), Mariel Hemingway, Isabelle Huppert, Amy Irving, Miranda Richardson und Sylvia Sidney ihre Stimme.

### Ärztin und Fotografin
Ab 1980 nahm Monika Barth nebenher zu ihrer künstlerischen Tätigkeit ein Medizin-Studium in Düsseldorf auf, nachdem sie über die sog. „Altenquote“ einen Studienplatz erhalten hatte. In Düsseldorf erhielt sie auch ihre Approbation. Als Ärztin arbeitete sie an der Hautklinik der Sauerbruch-Klinik in Wuppertal und später mehrere Jahre, immer wieder zwischen ihren Engagements als Schauspielerin in einer internistischen Lungenfacharztpraxis in Hamburg-Eimsbüttel.
Während einer Kuba-Reise im Jahre 2008 entdeckte Monika Barth, die schon immer Spaß am Fotografieren hatte, ihr Interesse an der digitalen Reise- und Street-Fotografie. Es folgten eine Reise nach Nordvietnam und fotografische Ausflüge in die USA (New York City, Connecticut), in den Westen der Türkei, Marokko, London, an die Nordsee, Papua-Neuguinea, Venedig und Namibia. Sie besuchte u. a. Work-Shops bei Anders Petersen und Antoine d’Agatha. 2017 hatte sie ihre erste Einzelausstellung in Paris. Mit ihren fotografischen Arbeiten »Mona L.« stand sie 2018 auf der Shortlist des „Kolga Tbilisi Photo Awards“. Unter dem Titel La Lunga Strada erschien 2020 ein weiterer künstlerischer Fotoband von Monika Barth im Kehrer Verlag, Heidelberg.

### Privates
Monika Barth war seit September 2003 mit ihrem langjährigen Lebensgefährten, dem Musiker, Komponisten und Kapellmeister Tassilo Jelde (1943–2023), den sie während ihres Wiesbadener Engagements kennengelernt hatte, verheiratet. Sie lebt seit Ende der 80er Jahre in Seevetal-Helmstorf.

## Filmografie (Auswahl)
- 1982: Familien-Bande (Fernsehserie)
- 1993: Ottifanten (Fernsehserie, Stimme)
- 1993: Evelyn Hamanns Geschichten aus dem Leben (Fernsehserie)
- 1997: Die Feuerengel: Unter Druck (Fernsehserie, eine Folge)
- 2000: Tatort: Der schwarze Skorpion (Fernsehreihe)
- 2003: Heimatgeschichten: Die Schatzgräber (Fernsehserie, eine Folge)
- 2005: Adelheid und ihre Mörder: Zerreißprobe (Fernsehserie, eine Folge)
- 2006: Mutterglück (Fernsehfilm)
- 2007: Notruf Hafenkante: Auf der Flucht (Fernsehserie, eine Folge)
- 2008: Tatort: Erntedank e. V. (Fernsehreihe)
- 2009: Da kommt Kalle: Mutterglück (Fernsehserie, eine Folge)
- 2010: SOKO Wismar: Bankgeheimnis (Fernsehserie, eine Folge)
- 2011: Abgebrannt (Kinofilm)
- 2012: Das Leben ist nichts für Feiglinge (Fernsehfilm)
- 2014: Stille Nächte (Fernsehfilm)
- 2016: Großstadtrevier: Die Rabenmutter (Fernsehserie, eine Folge)
- 2017: Happy Burnout (Kinofilm)
- 2018: Ausgerechnet Sylt (Fernsehfilm)
- 2018: Morden im Norden: Kellerkind (Fernsehserie, eine Folge)
- 2019: Tatort: Borowski und das Glück der Anderen (Fernsehreihe)
- 2020: Altes Land (Fernsehfilm)
- 2021: Nord bei Nordwest – Ho Ho Ho! (Fernsehreihe)
- 2023: Ein Sommer auf Kreta (Fernsehreihe)
- 2023: Nord bei Nordwest – Auf der Flucht (Fernsehreihe)
- 2024: Feuerwehrfrauen: Heim gesucht (Fernsehreihe)
- 2024: Die Kanzlei: Nackte Tatsachen (Fernsehserie, eine Folge)
- 2025: Nord bei Nordwest – Haare? Hartmann! (Fernsehreihe)